# Боровиков, Сергей Григорьевич
Сергей Григорьевич Боровиков (род. 21 февраля 1947, Саратов) — советский и российский писатель

, литературный критик; главный редактор журнала «Волга».

## Биография
Сын писателя Г. Ф. Боровикова (1905—1993). Окончил филологический факультет СГУ. В редакции журнала «Волга» с 1971 по 2000 год работал последовательно корректором, редактором отдела критики, заведующим отделом критики, заведующим отделом прозы и главным редактором.
Печататься начал в 1970 году с литературными пародиями в московской «Литературной газете» и ленинградском журнале «Аврора».
С 1984 года (уже в качестве главного редактора) журнала «Волга», Сергей Боровиков с командой сотрудников вел работу по выводу журнала «из под опеки обкома» к периоду расцвета и превращению рядовой провинциального журнала в одно из лучших литературных изданий России.
В последующие годы работал в саратовских газетах «Новые времена в Саратове» и «Наша версия».
Член СП СССР (1977), Академии русской современной словесности, редколлегии журнала «Волга» (с 2008). Был членом Букеровского комитета в России (1995—2000), входил в жюри премий имени Аполлона Григорьева (1999) и «Русский Букер» (2008). Отмечен премией журнала «Наш современник» (1978).
Сергей Боровиков—автор многолетнего цикла «В русском жанре» и последующего за ним «Запятой». О «Русском жанре» писали Андрей Немзер, Владимир Войнович, Мариэтта Чудакова, Сергей Чупринин, Ирина Роднянская, Анатолий Курчаткин и другие авторы.
Автор 22 книг и 600 газетных и журнальных публикаций. Живёт в селе Багаевка Саратовского района.

## Критика
«Демонстрирует редкое в наше время сочетание необыкновенно широкой начитанности автора, ума, простодушия, иронии, самоиронии и независимости мышления. У Боровикова нет неприкасаемых тем и непререкаемых авторитетов». Владимир Войнович
«Много знает, многое умеет и ничего не боится произносить вслух. Жанр своих этюдов сам автор оценивает как „русский, ленивый, не тщеславный“, обломовский — читатель, дескать, почитывает и сам же тут же пописывает. В русском жанре — то есть в русском духе. Так-то оно так, но не всему верьте. Есть превосходное знание второго и третьего эшелонов литературного войска (а не одних только генералов) — знание, требующее въедливого трудолюбия. Есть любимые герои, которым посвящены обдуманные главы и фрагменты: Чехов и Толстой с „Войной и миром“, Толстой А. Н. и Вертинский; есть главы-темы („Из жизни пьющих“)». Ирина Роднянская
«Удовольствие тем большее, что Сергей Боровиков, по-моему, единственный сейчас в нашей литературе человек, который, обладая хорошим, ясным и пластичным стилем, замечательно соединяет в себе не только дар исследователя советской литературы, но и её комментатора: как различных событий, так и собственно текстов». Анатолий Курчаткин.